# دامير بوريتش
دامير بوريتش (بالكرواتية: Damir Burić - Šolta)‏ هو مدرب كرة قدم ولاعب كرة قدم كرواتي في مركز الوسط، ولد في 7 يوليو 1964 في سبليت في كرواتيا. لعب مع بوروسيا مونشنغلادباخ وفالدهوف مانهايم ونادي رادنيتشكي سبليت ونادي فرايبورغ.

## وصلات خارجية
- دامير بوريتش على موقع قاعدة بيانات كرة القدم.إي يو (الإنجليزية)
- دامير بوريتش على موقع بيانات كرة القدم. دي إي (الألمانية)
- دامير بوريتش على موقع عالم كرة القدم.نت (الإنجليزية)